# 大洋洲盾豆娘魚
大洋洲盾豆娘魚（學名：Parma kermadecensis），為輻鰭魚綱雀鯛科盾豆娘魚屬下的一個種，分布於西南太平洋科瑪狄克群島海域，深度3至20公尺，體長可達22公分，棲息在岩礁，以藻類為食，繁殖期時成對出現，雄魚會守護卵直到孵化，生活習性不明。